# پوپورای ناشی از دارو
پورپورای ناشی از دارو یک بیماری پوستی است که ممکن است با تخریب پلاکت، شکنندگی عروق، تداخل با عملکرد پلاکت‌ها یا واسکولیت مرتبط باشد.

## همچنین ببینید
- پورپورای ناشی از غذا
- علامت رامپل-لید
- ضایعه پوستی